# آپلوسس (لوئیزیانا)
آپلوسس (به انگلیسی: Opelousas) شهری در ایالت لوئیزیانا کشور ایالات متحده آمریکا است که جمعیت آن در سرشماری سال ۲۰۱۰ میلادی، ۱۶٬۶۳۴ نفر بوده‌است.